# Sauvignac
Sauvignac település Franciaországban, Charente megyében. Lakosainak száma 98 fő (2022. január 1.). Sauvignac Saint-Vallier, Yviers, Boresse-et-Martron, Le Fouilloux és La Genétouze községekkel határos.

## Népesség
A település népessége az elmúlt években az alábbi módon változott:
| Lakosok száma | 154  | 121  | 102  | 104  | 91   | 100  | 104  | 106  | 103  | 98   |
|               | 1968 | 1982 | 1990 | 2006 | 2013 | 2015 | 2017 | 2019 | 2020 | 2022 |